# Dywizjon 307
307 Dywizjon Myśliwski Nocny „Lwowskich Puchaczy” – jednostka lotnicza Polskich Sił Powietrznych w Wielkiej Brytanii. Angielska nazwa dywizjonu w RAF: No.307 Polish Night Fighter Squadron.

## Historia

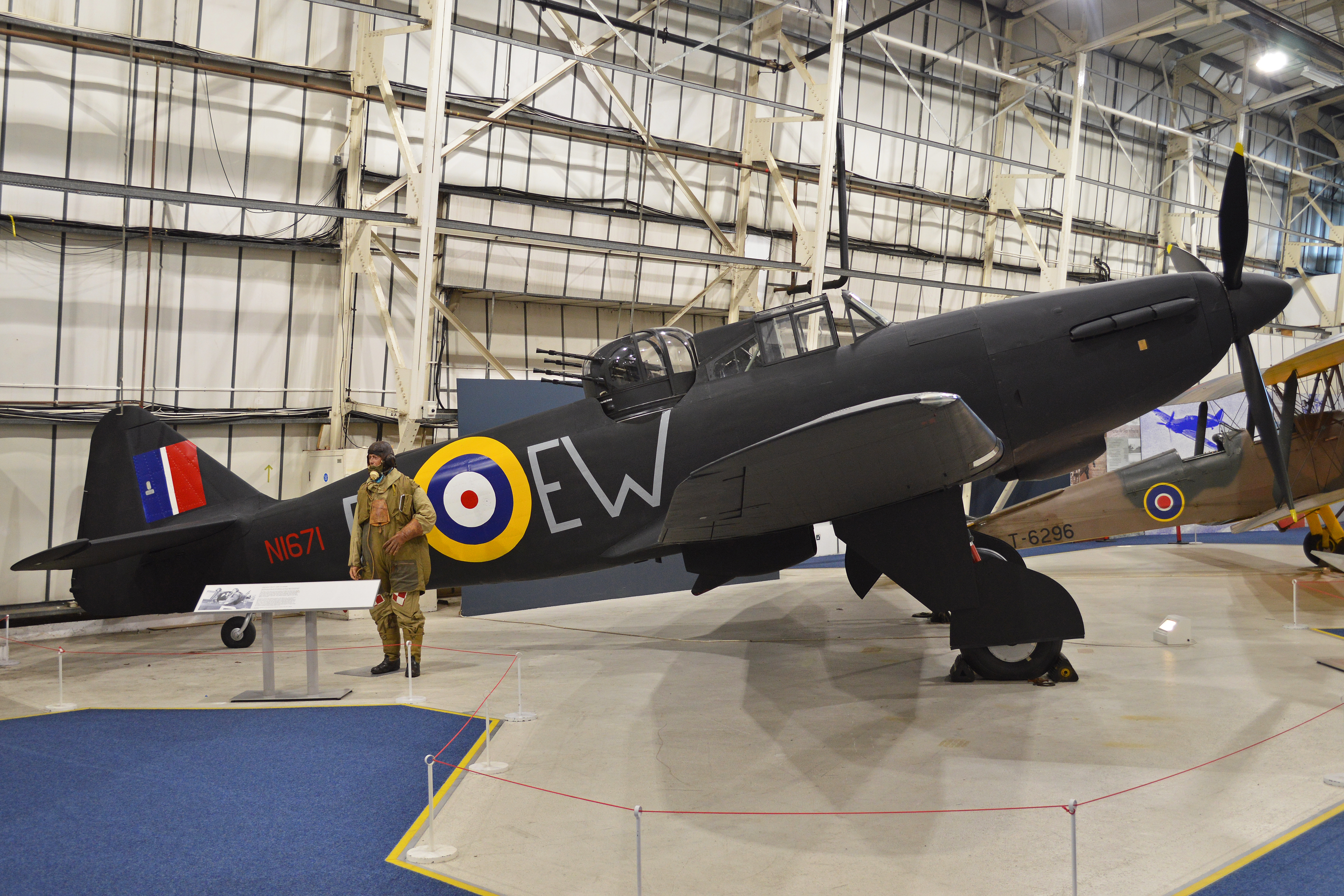
Defiant Mk I z 307 Dywizjonu z oznaczeniem kodowym EW w Royal Air Force Museum London.

Dywizjon został sformowany 24 sierpnia 1940 r. w Blackpool z personelu 5 i 6 pułku lotniczego, których tradycje kontynuował. Pierwszym samolotem, który został wprowadzony na uzbrojenie dywizjonu był Boulton Paul Defiant. Sprzęt ten nie budził zachwytu pilotów, gdyż jedyne uzbrojenie samolotu znajdowało się w wieży obrotowej z tyłu samolotu obsługiwanej przez strzelca pokładowego. Rola "kierowców powietrznych" nie odpowiadała wszystkim pilotom, co było powodem odejścia ich z dywizjonu wraz z pierwszym dowódcą. 7 listopada 1940 r. dywizjon został przesunięty w celu kontynuowania szkolenia na lotnisko Jurby na wyspie Man na Morzu Irlandzkim. Od 3 grudnia dywizjon uzyskał zdolność do pełnienia dziennej służby bojowej. Zadania polegały na lotach patrolowych na trasach konwojów morskich. 28 stycznia dywizjon został przeniesiony na lotnisko Squires Gate (początkowo tylko jedna eskadra) w hrabstwie Lancashire. Stąd załogi prowadziły nocne patrole nad Liverpoolem i Manchesterem. W pierwszej połowie marca stoczono pierwsze walki, których efektem było uszkodzenie jednego samolotu i prawdopodobne zestrzelenie drugiego. W nocy z 11 na 12 kwietnia 1941 r. dywizjon odniósł pierwsze pewne zwycięstwo. Załoga sierż. pil. Kazimierz Jankowiak i sierż. strz. Józef Lipiński zestrzeliła niemiecki bombowiec He 111 w rejonie Bristolu. 26 kwietnia 1941 r. dywizjon przeniesiono na lotnisko Exeter w celu obrony południowo-zachodnich wybrzeży Anglii oraz miasta i rejonu Exeter. Stąd dywizjon wykonywał loty patrolowe nad kanał La Manche jednak bez sukcesów.
Od 14 sierpnia 1941 r. dywizjon przezbrajał się na dwusilnikowe myśliwce Bristol Beaufighter Mk.IIF. W nocy z 1 na 2 listopada 1941 r. duży sukces odniosła załoga sierż. pil. Michała Turzańskiego i sierż. radionawigatora Henryka Ostrowskiego. W ciągu jednego lotu zestrzeliła dwa niemieckie samoloty Do 215. W nocy z 3 maja na 4 maja 1942 r. dywizjon odniósł kolejny sukces. W czasie nocnego nalotu na Exeter załogi dywizjonu zestrzeliły 4 niemieckie bombowce. Wraz z końcem 1942 roku dywizjon otrzymał nowe samoloty de Havilland Mosquito Mk II NF. Na samolotach Mosquito różnych wersji dywizjon latał do końca wojny. Na nowym sprzęcie załogi szkoliły się do nowych zadań intruder operations i ranger operations. "Intruderka" polegała na polowaniu na małych wysokościach na nieprzyjacielskie samoloty nad ich lotniskami. "Rendżerka" natomiast to loty na terytorium nieprzyjaciela i ataki z broni pokładowej i bombami wyszukanych celów. Po szkoleniu załogi zaczęły wykonywać nocne loty nad Niemcy. 7 sierpnia 1943 roku dywizjon został przeniesiony na lotnisko Predannack w Kornwalii. Stąd załogi wykonywały dzienne loty nad Zatokę Biskajską i nad oceanem w celu zwalczania niemieckiego lotnictwa. W czasie jednego z lotów 1 września 1943 r. dywizjon odniósł kolejny sukces. Zestrzelono na pewno 5 samolotów, prawdopodobnie 2 i cztery uszkodzono.
9 listopada 1943 r. dywizjon przeniósł się na lotnisko Drem koło Edynburga. Stąd prowadził nocne patrolowanie nad Szkocją. W związku z małą aktywnością na tym obszarze lotnictwa niemieckiego dywizjon zaczął pełnić dyżury bojowe z lotniska Sumburgh z jednej z wysp szetlandzkich. Początkowo do pełnienia dyżuru wysyłano kolejno na tydzień po trzy załogi z dywizjonu, a potem dziewięć. W czasie lotów nad obszary wodne wokół Islandii, nad Morze Północne i nad Norwegię dochodziło do starć z samolotami wroga. W styczniu 1944 r. zaczęto wykonywać loty nękające nad Norwegię, gdzie m.in. zaatakowano niemiecką bazę w Stavanger, gdzie zniszczono na wodzie dwa wodnosamoloty. 2 marca dywizjon przeniesiono na lotnisko Coleby Grange. Zadaniem polskich lotników była obrona miasta Hull i Londyn. Od czerwca po kolejnej zmianie lotniska dywizjon zaczął wykonywać loty na "rendżerkę" i "intruderkę" nad Niemcy, Belgię, Holandię i Francję. Osłaniano też dalekie wyprawy bombowe. W jednej z akcji 27 lipca uszkodzono stację radiolokacyjną na wyspie Sylt. 17 września 5 polskich samolotów osłaniało desant pod Arnhem w ramach operacji Market Garden. Ostatnie zwycięstwo 7 marca 1945 r. odniosła załoga kpt. pil. Czesława Tarkowskiego i radionawigatora f/o K.Taylora (Anglika) zestrzeliwując w rejonie Bonn niemiecki samolot Ju 88.

## Odznaka
Odznaka Dywizjonu przedstawiała puchacza z zielonymi oczami, siedzącego na kadłubie samolotu, z prawej strony puchacza półksiężyc, zaś pod kadłubem samolotu numer Dywizjonu – 307.
W 1970 Dywizjon 307 został odznaczony złotą odznaką honorową Koła Lwowian.

## Personel
Dowódcy dywizjonu
- s/ldr George Charlie Tomlinson (dowódca brytyjski)
- 10 września 1940 – kpt. Stanisław Pietraszkiewicz
- 15 października 1940 – mjr Kazimierz Benz
- 15 listopada 1940 – mjr Stanisław Grodzicki
- 11 czerwca 1941 – kpt. Jerzy Antonowicz
- 24 października 1941 – p.o. por. Maksymilian Lewandowski
- 13 listopada 1941 – mjr Stanisław Brejnak
- 23 lipca 1942 – kpt. Jan Michałowski
- 22 marca 1943 – p.o. kpt. Gerard Ranoszek
- 1 kwietnia 1943 – mjr Jerzy Orzechowski
- 8 listopada 1943 – kpt. Maksymilian Lewandowski
- 22 maja 1944 – kpt. Gerard Ranoszek
- 9 grudnia 1944 – kpt. Stanisław Andrzejewski
- 1 marca 1946 – kpt. Jerzy Damsz

Piloci
- Stan na 10 września 1940
kpt. pil. Stanisław Pietraszkiewicz (dowódca dywizjonu), kpt. Bronisław Kosiński (dowódca eskadry A), kpt. Władysław Szczęśniewski (dowódca eskadry B), por. Wiśniewski, por. Zadroziński, por. Groszewski, por. Mickiewicz, por. Waszkiewicz, ppor. Koc, ppor. Franciszek Kornicki, ppor. Łukaszewicz, ppor. Bury-Burzymski, ppor. Malarowski, ppor. Prętkiewicz, sierż. Brzeski, sierż. Wisthal, sierż. Szempliński, plut. Joda, plut. Grondowski, plut. Malinowski, plut. Uher (Czech), kpr. Ryszard Lewczyński (żołnierz Armii Narew)
Uwaga: w ciągu początkowego okresu szkolenia w dywizjonie następowała duża rotacja pilotów.
- Antoni Alexandrowicz
- kpt. Mieczysław Pietrzyk

Pozostali
- kpt. Leon Michalski (radiooperator)
- por. Stanisław Puzyna (radioobserwator)
- plut. Stanisław Portalski (radiomechanik)
- plut. Jan Henryk Janczak (radiooperator-nawigator)

## Uzbrojenie
- Boulton Paul Defiant Mk I – od 10 września 1940
- Bristol Beaufighter Mk-IIF – od 14 sierpnia 1941
- Bristol Beaufighter Mk-VIF – od 5 maja 1942
- de Havilland Mosquito Mk-NF.II – od 21 grudnia 1942
- de Havilland Mosquito Mk-F.VI – od 19 czerwca 1943
- de Havilland Mosquito Mk-NF.XII i Mk-NF.XIII – od 22 stycznia 1944
- de Havilland Mosquito Mk-NF.XXX – od 24 października 1944
- Miles M.9A Master I(inne języki)[6]

## Lotniska bazowania
- 10 września 1940 – Kirton in Lindsey
- 7 listopada 1940 – Jurby
- 8 stycznia 1941 – Squires Gate (jedna eskadra)
- 23 stycznia 1941 – Squires Gate (cały Dywizjon)
- 26 marca 1941 – Colerne
- 26 kwietnia 1941 – Exeter
- 15 kwietnia 1943 – Fairwood Common
- 7 sierpnia 1943 – Predannack
- 9 listopada 1943 – Drem
- 2 marca 1944 – Coleby Grange
- 4 maja 1944 – Church Fenton
- 27 stycznia 1945 – Castle Camps
- 18 maja 1945 – Coltishall
- 1946 – Horsham St. Faith

## Główne operacje
- obrona ujścia rzeki Mersey
- obrona Exeteru
- Bitwa o Atlantyk
- Bitwa o Niemcy
- "Anti-Diver" (obrona przed V-1)
- operacja "Market Garden"
- udział w inwazji na Niemcy

## Podsumowanie wysiłku bojowego
W okresie od 10 września 1940 do 8 maja 1945.
| Operacje bojowe dywizjonu 307 |           |
| Okres                         | 1940-1945 |
| samoloto-zadań                | 3 879     |
| godzin lotów                  | 9 057     |

| Straty w samolotach nieprzyjaciela zadane przez pilotów dywizjonu 307 ... |                |                      |       |
| Okres 1940-1945                                                           | ...w powietrzu | ...na ziemi i wodzie | Razem |
| zniszczone                                                                | 30¾            | 4                    | 34¾   |
| prawdopodobnie zniszczone                                                 | 7              | 2                    | 9     |
| uszkodzone                                                                | 17             | 1                    | 18    |

Ponadto zniszczono 4 lokomotywy, 28 pociągów - w tym jeden z amunicją, poważnie uszkodzono 1 stację radiolokacyjną, zniszczono kilkadziesiąt samochodów, zatopiono 1 łódź rzeczną, wykonano wiele skutecznych ataków na cele naziemne: urządzenia lotniskowe, stanowiska artyleryjskie, obiekty przemysłowe, stacje kolejowe, mosty, skrzyżowania dróg.

## Straty
Straty dywizjonu: 28 pilotów i 26 strzelców pokładowych i radionawigatorów (6 innej narodowości).
W lotach bojowych: 15 załóg.
W lotach treningowych: 13 załóg.